# 皮埃尔·萨沃尼昂·德·布拉柴
皮埃尔·萨沃尼昂·德·布拉柴（法語：Pierre Savorgnan de Brazza，1852年1月26日—1905年9月14日），原名彼得罗·保罗·萨沃尔尼安·迪布拉扎（義大利語：Pietro Paolo Savorgnan di Brazzà），法国探险家，出生于教宗国甘多尔福堡。布拉柴在巴黎地理学会支持下，率探险队为法国开辟了通向刚果河右岸的通路，为法国殖民中非提供便利。他在斯坦利湖右岸建立的兵站以其姓氏命名为“布拉柴维尔”，后成为法属刚果殖民地的首府，及现代刚果共和国的首都。

## 生平
布拉柴于1852年出生在罗马东南方的甘多尔福堡，1868年赴法国布列斯特加入法国海军学校，以少尉军衔毕业加入法国海军。1871年随圣女贞德号装甲舰前往法属阿尔及利亚，参与镇压莫克拉尼起义。1874年取得法国国籍，并开始率探险队深入加蓬内地，溯奥果韦河而上，发现了阿利马河。1878年返回巴黎，他被新闻界视为名人，并得到多位政要关注。
1879年，布拉柴再度赴中非探险，他经陆路抵达莱菲尼河后顺流而下，于1880年到达刚果河流域，且并未误入葡国属地。同年9月，布拉柴和巴特克人国家安齐库王国的国王马科科达成条约，令安齐库王国成为法国保护国。他在斯坦利湖岸建立兵站，后来发展为布拉柴维尔。此后布拉柴被新闻界大加称赞，被誉为“和平征服者”（le conquérant pacifique）。1886年成为法属刚果殖民地高级专员，在1897年因财政亏绌而遭解职。
1905年，传闻指刚果殖民地出现强制劳动、独断暴政和不公现象，其特许公司管治遭到质疑，布拉柴奉命再度前往刚果进行调查。同年9月，布拉柴在回国途中于达喀尔因痢疾逝世。其遺體被送回法國，在巴黎圣克罗蒂德圣殿舉行葬禮，安葬於拉雪茲神父公墓。遺孀特蕾莎隨後對政客的行為不滿，將他的遺體遷葬至阿爾及爾。他在阿爾及爾的墓地墓誌銘上寫著：“une mémoire pure de sang humain”（“未被人類鮮血污染的記憶”）。
2006年，布拉柴家族的遺體被遷回剛果共和國，安葬在首都布拉柴維爾新落成耗資千萬美元的陵寢中。

### 书目
- Maria Petringa, Brazza, A Life for Africa, Bloomington, IN: AuthorHouse, 2006, ISBN 978-1-4259-1198-0
- Thomas Pakenham, The Scramble for Africa (1991)
- Richard West, Brazza of the Congo Victorian & Modern History Book Club (1973)
- Emanuela Ortis - "Pierre Savorgnan de Brazza: heròs du Friul" (2003) Radici n.9
- Théophile Obenga - Pierre Savorgnan de Brazza à la cour royale du Makoko,
- Congolese reaction to the Mausoleum controversy （页面存档备份，存于）